# Il cappellaio matto
Il cappellaio matto (titolo originale The Mad Hatter Mystery) è un romanzo giallo di John Dickson Carr, pubblicato nel 1933. È il secondo romanzo che ha come protagonista il dottor Gideon Fell.

## Trama
Il Cappellaio Matto è il nome che la stampa ha affibbiato a un bizzarro criminale le cui imprese stanno attirando l'attenzione del pubblico. Lo sconosciuto burlone ruba cappelli di gente famosa o importante e li lascia esposti in luoghi pubblici: l'elmetto di un poliziotto su un lampione di fronte a Scotland Yard, un cilindro da sera su uno dei leoni di Trafalgar Square, e così via. Il giornalista che più ha legato il suo nome al caso è Philip Driscoll, nipote di Sir William Bitton, uomo politico in pensione e collezionista di libri e manoscritti di Edgar Allan Poe. Quando Bitton chiede l'aiuto dell'ispettore capo Hadley e del suo amico dottor Gideon Fell per rintracciare un manoscritto inedito di Poe sparito da casa sua, sembra improbabile che il furto possa essere collegato all'ultima impresa del Cappellaio, vale a dire la sottrazione del cappello a cilindro di Bitton stesso. Ma proprio mentre il baronetto sta terminando il suo racconto, Hadley riceve una telefonata dalla Torre di Londra: il cadavere di Philip Driscoll è stato trovato sui gradini della Porta dei Traditori, trafitto da una freccia di balestra che gli ha attraversato il cuore, e con il cilindro di Sir William piantato sulla testa. Lo scherzo si è trasformato in un caso di omicidio, che toccherà al dottor Fell risolvere.

## Personaggi principali
- Sir William Bitton - ex uomo politico, collezionista
- Lester Bitton - uomo d'affari, fratello di Sir William
- Laura Bitton - moglie di Lester
- Sheila Bitton - figlia di Sir William
- Philip Driscoll  - giornalista, nipote di Sir William
- Teophilus Marks - cameriere di Sir William
- Robert Dalrye - giovane studioso, fidanzato di Sheila
- Julius Arbor - ricco collezionista americano
- Generale Mason - Vice Governatore della Torre di Londra
- Parker - attendente del Generale Mason
- Signora Larkin - una rispettabile vedova
- Sergente Betts - poliziotto
- Hadley - Sovrintendente del CID di Scotland Yard
- Dottor Gideon Fell - investigatore
- Ted Rampole - giovane americano, amico del dottor Fell

## Critica
"La seconda storia del dottor Fell è una delle migliori di tutte, per argomento, concezione e caratterizzazione. Gli ingredienti della trama (cappelli rubati, dardi da balestra e manoscritti di Poe) sono bizzarri, ma la maestria di Carr nell'intreccio - uno dei migliori esempi della tecnica "a strati di cipolla" - trasforma questi ingredienti nel perfetto amalgama di serietà e farsa.  Paradossalmente, il libro è sia più serio sia più leggero nel tono rispetto a Il cantuccio della strega. Ci sono splendidi momenti comici nei due interrogatori condotti dal dottor Fell ma, poiché la farsa non è esagerata né troppo insistita, risulta più divertente di, per esempio, Delitto a bordo. [...] Non manca l'ingegnosità: le rivelazioni riguardo al furto del manoscritto di Poe e l'identità del Cappellaio Matto sono sorprendenti."

## Opere derivate
Nel 1997 la BBC ha mandato in onda uno sceneggiato radiofonico dal titolo The Mad Hatter Mystery, tratto dal romanzo e diretto da Enyd Williams, con Donald Sinden nel ruolo di Gideon Fell e John Hartley in quello del sovrintendente Hadley.

## Edizioni
- John Dickson Carr, Il cappellaio matto, in: "Tre delitti per Gideon Fell", collana gli speciali del Giallo Mondadori, traduzione di A.M.Francavilla, Mondadori, 2007,  p. 444, ISSN 1122-7273 (WC · ACNP).